# Вергуны (Хорольский район)
Вергуны (укр. Вергуни) — село Клепачевского сельсовета Хорольского района Полтавской области Украины.
Код КОАТУУ — 5324881903. Население по переписи 2001 года составляло 578 человек.

## Географическое положение
Село Вергуны находится в 4-х км от левого берега реки Хорол, на расстоянии в 1 км от сёл Клепачи и Шишаки. По селу протекает пересыхающий ручей с запрудой.

## История
- 1630 — дата основания.
- Христорождественская церковь известна с 1752 года[2][3]
- Село указано на подробной карте Российской Империи и близлежащих заграничных владений 1816 года как Верзуны[4]

## Объекты социальной сферы
- Школа.

## Достопримечательности
- Рождественская церковь (1801—1807).

## В культуре
- В 1990 году в селе проходили съёмки кинофильма Владимира Савельева «Изгой».